# Лешће
Лешће је градско насеље у Београду, главном граду Србије. Налази се у београдској општини Палилула.

## Опште информације
Насеље се налази у источном делу области Вишњица, на путу за Сланачки пут у јужном продужетку насеља Вишњичка Бања. На југу, Лешће се протеже до приградских насеља у Београду (Сланци и Велико Село). То је мало, стамбено насеље грађено око гробља Лешће.